# Аспелунд, Виктор Карлович
Виктор Карлович Аспелунд (фин. Viktor Maximilian Aspelund; 1842—1912) — генерал от инфантерии русской императорской армии.

## Биография
Родился 16 (28) мая 1842 года в Фредриксхамне (Выборгская губерния, Великое княжество Финляндское).
Из специального класса Финляндского кадетского корпуса 16 июня 1861 года был выпущен прапорщиком в лейб-гвардии Гренадерский полк; с 17 апреля 1863 года — подпоручик.
Во время польского восстания 1863 года находился в составе войск Виленского военного округа (с 10.02.1863 по 1.11.1863); был в делах против мятежников: 3 мая у завода Минча, 4 — у мызы Лодзи; 9 — при р. Лукне; за отличие в последнем был пожалован 25 мая 1863 года орденом Св. Анны 4-й степени с надписью «За храбрость». В следующем году, 19 апреля, был произведён в поручики. С 12.02.1866 — командир роты, с 11.08.1866 — полковой казначей. Был произведён в штабс-капитаны 30 августа 1866 года, в капитаны — 31 марта 1874 года; с с 26 сентября 1874 года был назначен членом полкового суда.
Участвовал в русско-турецкой войне и за отличия получил орден Св. Владимира 4-й степени с мечами и бантом; 30 августа 1877 года был произведён в подполковники; находился в Плевенском отряде под командованием Е. В. кн. Карла Румынского с 10 по 13 октября 1877 года; 12 октября, в деле при Горном Дубнянке под начальством генерал-адъютанта Гурко, был ранен пулей навылет через обе ягодицы, после чего состоял под покровительством Александровского комитета о раненых в числе раненых 2-го класса; 10 марта 1878 года вернулся в Россию.
Командовал Гренадерским полком с 13 июля 1882 года; 10 марта 1885 года был произведён в полковники с назначением командиром 18-го Вологодского пехотного полка, а 26 декабря 1892 года был произведён в генерал-майоры с назначением командиром 1-й бригады 35-й пехотной дивизии.
С 25 мая 1899 года командовал 55-й резервной пехотной бригадой. Затем, в период с 19 мая 1900 по 8 апреля 1904 года, командовал 3-й пехотной дивизией; с 6 декабря 1900 года — генерал-лейтенант. В 1906 году (3 января)был произведён в генералы от инфантерии, в 1908 году вышел в отставку.
Умер 24 апреля (7 мая) 1912 года в Москве. Похоронен на Введенском кладбище (уч. 23).

## Награды
российские
- орден Св. Анны 4-й ст. с надписью «За храбрость» (25.05.1863)
- орден Св. Станислава 3-й ст. (30.08.1867)
- орден Св. Анны 3-й ст. (30.08.1875)
- орден Св. Станислава 2-й ст. с мечами (19.12.1877)
- орден Св. Владимира 4-й ст. с мечами и бантом (12.12.1877)
- орден Св. Анны 2-й ст. (03.09.1882)
- орден Св. Владимира 3-й ст. (26.02.1888)
- орден Св. Станислава 1-й ст. (1897)

иностранные
- прусский орден Короны 2-й ст. (22.04.1873)
- румынский Железный Крест

## Семья
Был женат (с 4.10.1888) на Варваре Дмитриевне Михно (11.9.1860—?) — дочери отставного генерал-майора, сестре С. Д. Михно. Их дети:
- Виктор (30.07.1889 — 26.08.1914)
- Александр (16.08.1890 — ок. 1919)
- Максимилиан (01.10.1891 — 10.03.1918
- Екатерина (27.12.1892—1980), в замужестве Гнедич
- Ольга (1896—1979)

В 1897 году вместе с детьми был внесён в дворянскую родословную книгу Рязанской губернии.